# Mitträcke

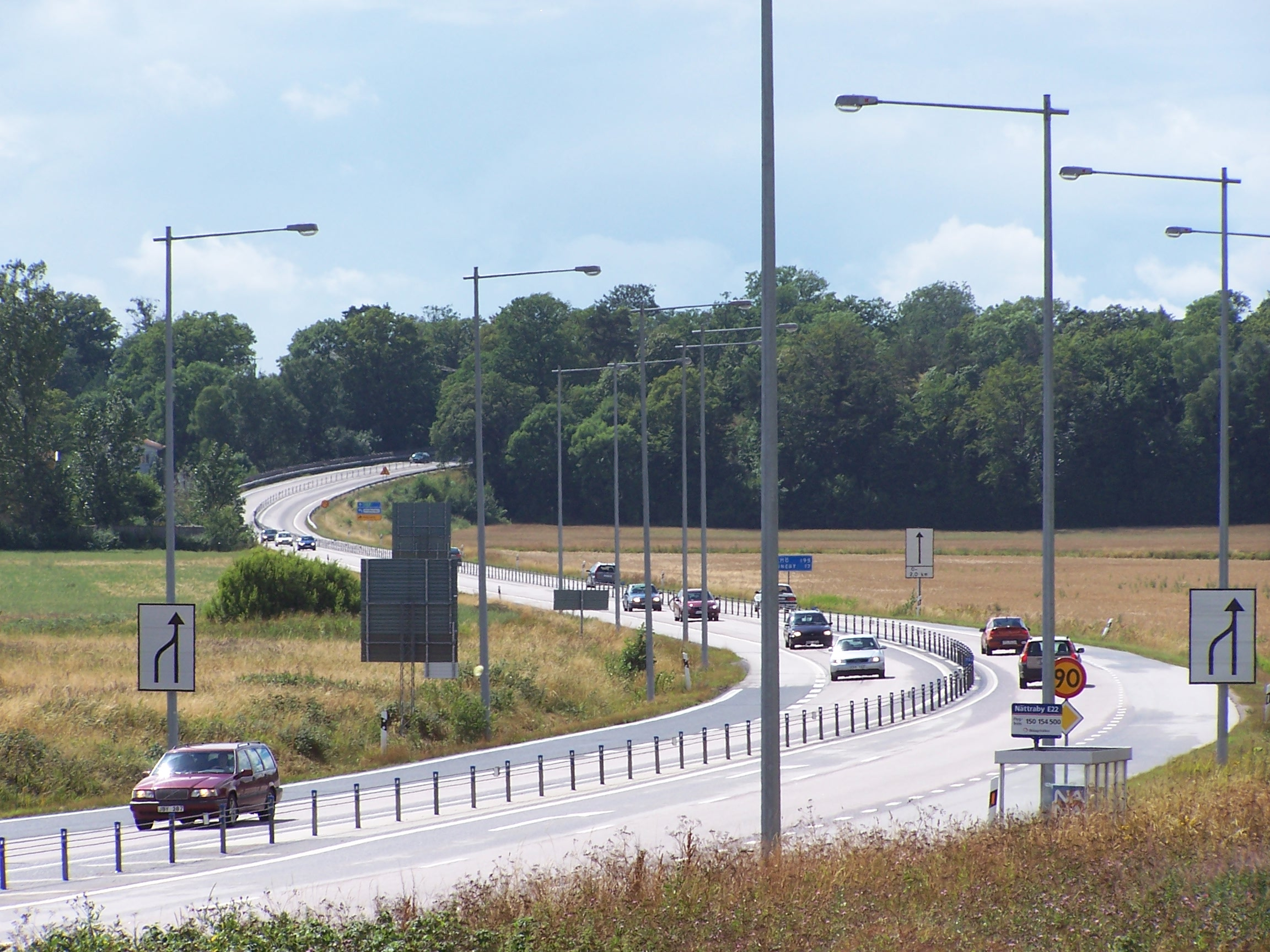
Trefältsväg med mitträcke (E22 västerut från Nättraby)

Ett mitträcke är ett skydd som finns på vissa vägar med mötande trafik. Det finns för att undvika att bilarna kommer på fel sida av vägen. De flesta mitträcken är vajerräcken, men till exempel i riksväg 70 vid Färnäs finns mitträcke bestående av plåtbalkar. Mitträcken är idag vanliga i motortrafikleder, men också många andra breda vägar byggs om till mitträckesvägar med växelvis 2+1 körfält.